# Christian Rasp
Christian Rasp (* 29. September 1989 in Ochsenfurt) ist ein deutscher Bobsportler und ehemaliger Leichtathlet.

## Karriere
Christian Rasp wuchs im unterfränkischen Mainbernheim auf und begann seine sportliche Karriere als Leichtathlet. Seine größten Erfolge als Sprinter waren im Jahr 2010 die deutschen U23-Meistertitel über 100 und 200 Meter sowie 2011 die Nominierung für die U23-Europameisterschaften in Ostrava. Seine persönliche Bestzeit über 100 Meter liegt bei 10,45 s aus dem Jahr 2015.
Im selben Jahr wechselte Rasp zum Bobsport und startete fortan als Anschieber im Viererbob von Johannes Lochner. In der Saison 2016/2017 kam Rasp regelmäßig im Zweier- und Viererbob im Weltcup zum Einsatz und errang mehrere Weltcupsiege.
Bei den Weltmeisterschaften 2017 gewann er die Goldmedaille im Viererbob von Johannes Lochner sowie Gold im Teamwettbewerb.
In der Saison 2017/2018 wurde Rasp in Innsbruck erneut Europameister im Viererbob und erstmals Gesamtweltcupsieger im Viererbob. Bei den Olympischen Winterspielen 2018 ging Rasp ebenfalls im Viererbob an den Start.

## Privates
Christian Rasp ist Polizeibeamter. Er lebt und trainiert in Berchtesgaden.

## Auszeichnungen
- 2022: Silbernes Lorbeerblatt[5]